# Horațiu Mălăele
Valentin-Horațiu Mălăele (n. 31 iulie 1952, Târgu Jiu, Gorj, România) este un actor de film, radio, televiziune, teatru și voce, regizor, caricaturist și scriitor român. A absolvit Institutul de Artă Teatrală și Cinematografică „I.L. Caragiale” în 1975, clasa profesor Octavian Cotescu.

## Anecdote
În clasa I a luat premiul 2 și pe perioada vacanței a primit de la învățătoare o carte pentru a desena mai bine. Nu a reușit însă asta până în clasa a IV-a când a întâlnit zâna cea bună, profesorul de desen Nicu Gherghe. Această întâlnire îi lasă o amprentă deosebită, astfel că prin casa a XII-a, deja desena foarte bine conform propriei declarații.
“Când m-am născut, nu erau semne de vreo reușită a mea în viață. Aveam un strabism foarte pronunțat, eram dislexic și abia citeam, toți cei din jur râdeau de mine – profesori și copii, eram numit “prostu’ clasei”, mi se lipeau bilete cu apelativul ăsta în pauze pe spate, mi se spunea mereu că desenez urât și atunci nu prea am mai desenat. Eram în suferință. Înțelesesem că sunt prost, urât, și că nu sunt bun de nimic. Apoi, în clasa a V-a, a venit un profesor care mi-a văzut un desen ascuns și a vorbit puțin cu mine. La urmă, m-a privit direct în ochi și mi-a spus clar: ‘Tu ești un geniu.’ Iar eu am început să fiu.”

## Roluri în piese de teatru

### Studioul "Casandra"
- Fadinard, Pălăria florentină de Eugene Labiche, regia Ovidiu Schumacher, 1974
- Un hoț, Opera de trei parale de Bertolt Brecht, regia Octavian Cotescu, 1974
- Bota, Procese de Alexandru Voitin, regia Octavian Cotescu, 1974
- Tartaglia, Regele Cerb de Carlo Cozzi, regia Bogdan Berciu, 1975

### Teatrul Tineretului de la Piatra Neamț
- Dorde, Tinerețe fără bătrânețe adaptare de Eduard Covali după Petre Ispirescu, regia Cătălina Buzoianu, 1975
- Mr. D. Hosner, Dosarul Andersonville de Saul Levitt, regia Emil Mandric, 1975
- Truffaldino, Slugă la doi stăpâni de Carlo Goldoni, regia Iulian Vișa, 1976
- Dromichaites, Muntele de Dumitru Radu Popescu, regia Emil Mandric, 1977
- Tyll, Eulenspiegel de Charles de Coster, regia Cătălina Buzoianu, 1981

### Teatrul "Nottara"
- Dufausset, Mîța în sac de Georges Feydeau, regia Dan Micu
- Maiorul, Familia Tot de Istvan Orkeny, regia Valeriu Paraschiv
- Srnerdeakov, Karamazovii după F.M. Dostoievski, regia Dan Micu, 1981
- El, De ce dormi, iubito? de Jos Vandela, regia Valeriu Paraschiv, 1981
- Varga, O sărbătoare princiară de Theodor Mazilu, regia Horațiu Mălaele, 1982
- Ion, Acești îngeri triști de D.R. Popescu, regia Mircea Cornișteanu, 1983
- Scapino, Scapino de Moliere, regia Alexandru Dabija, 1985
- Babalete Olelie, Vînătorii de Fănuș Neagu, regia Ion Cojar, 1985
- Stroescu, Într-o dimineață de Mihai Ispirescu, regia Dan Micu, 1988
- Potiekalnikov, Sinucigașul de Nikolai Erdman, regia Cornel Mihalache, 1991
- Poche-Chandebise, Puricele de Georges Feydeau, regia Horațiu Mălăele, 1993
- K. Muller, Unde-i revolverul? de Georgy Gabor, regia Mircea Cornișteanu

### Teatrul "Odeon"
- Lelio, Mincinosul de Carlo Goldoni, regia Vlad Mugur, 1991
- Carlo Goldoni, Carlo contra Carlo de Paul Ioachim, regia Horațiu Mălăele, Teatrul Odeon și Theatrum Mundi
- Profesorul, Lecția de Eugen Ionescu, regia Horațiu Mălăele, 1996

### Teatrul Național de la București
- Neînțelesul, Podu', text de Horațiu Mălăele, după Paul Ioachim, 1999

### Teatrul "Bulandra"
- Directorul, Șase personaje în căutarea unui autor de Luigi Pirandello, regia Cătălina Buzoianu, 1995
- Wally Murdock, Cafeneaua de Sam Bobrick și Ron Clark, regia Horațiu Mălăele, 1997
- Vanea, Unchiul Vanea de A.P. Cehov, regia Yuri Kordonski, 2001
- Vasili Vasilici Svetlovidov, Măscăriciul după A.P. Cehov, regia Horațiu Mălăele, 2005

### Teatrul de Comedie
- Ivan Alexandrovici Hlestacov, Revizorul  Arhivat în 6 decembrie 2008, la Wayback Machine. de N.V. Gogol, regia Horațiu Mălăele, 2006

### Companii independente
- Paznicul, Escrocii în aer liber de Ion Băieșu, regia Horațiu Mălăele, 1994
- Ofițerul, Un deținut la Auschwitz de Alain Bosquet, regia Domnița Munteanu

## Spectacole de teatru regizate
- O sărbătoare princiară de Theodor Mazilu, Teatrul Nottara, 1982
- Puricele de Georges Feydeau, Teatrul Nottara, 1993
- Carlo contra Carlo de Paul Ioachim, Teatrul Odeon, 1994
- Escroci în aer liber după Ion Băieșu, spectacol itinerant, 1995
- Hotel de Ray Cooney, Teatrul Ovidiu din Constanța, 1997
- Cafeneaua de Sam Bobrick și Ron Clark, Teatrul Bulandra, 1997
- Lecția de Eugen Ionescu, Theatrum Mundi, 1997
- Pălăria după Un chapeau de paille de Eugene Labiche, Teatrul de Comedie, 1998
- D'ale după D'ale carnavalului de Ion Luca Caragiale, Teatrul Nottara, 1999
- Podu' după Podul sinucigașilor de Paul Ioachim, Teatrul Național București, 1999
- Cu capul de nicovala după Fierarii de Milos Nicolic, Teatrul Nottara, 2000
- Bani din cer  Arhivat în 3 ianuarie 2010, la Wayback Machine. de Ray Cooney, Teatrul de Comedie, 2001
- Țara lui Abuliu după Dumitru Solomon, Teatrul de Comedie, 2002
- Poiana boilor  Arhivat în 22 decembrie 2008, la Wayback Machine. după A.P. Cehov, Teatrul de Comedie 2003
- Măscăriciul după A.P. Cehov, Teatrul Bulandra, 2004
- Nepotu' Arhivat în 1 noiembrie 2008, la Wayback Machine. de Adrian Lustig, Teatrul de Comedie, 2005
- Revizorul  Arhivat în 6 decembrie 2008, la Wayback Machine. de N.V. Gogol, Teatrul de Comedie, 2006

## Teatrul Național de Televiziune
- Regizorul, Astă seară se joacă fără piesă de Luigi Pirandello, regia Eugen Todoran, 1987
- Paznicul parcului, La prima vedere de Ion Băieșu, regia Horațiu Mălăele, 1994
- Studentul, Poveste studențească de Mihail Șorbu, regia Cornel Todea, 1985
- Rică Venturiano, O noapte furtunoasă de I.L Caragiale, regia Sorana Coroamă Stanca, 1983

## Filmografie

### Actor
- Ciprian Porumbescu (1973) - student
- Păcală (1974) - grefierul
- Muntele ascuns (1975) - Petru
- Gloria nu cîntă, regia Alexandru Bocăneț, 1976 - Matei
- Statuia (1977, scurtmetraj)
- E-atît de-aproape fericirea (1978) - Mihai
- Septembrie (1978) - Cămilă
- Pentru patrie (1978) - sublocotenentul Spiroiu
- Ciocolată cu alune (1979) - Victor Alexe
- Ora zero (1979)
- Cântec pentru fiul meu, regia Constantin Dicu, 1979 - Mituș
- Am o idee!... (1981)
- Destine romantice (1982)
- Pădurea nebună (1982) - Filipache
- Melodii la Costinești, regia Constantin Păun, 1983 - Călin Buzescu
- Siciliana regia Olimpia Arghir, 1984
- Secretul lui Bachus (1984) - Nelu, fost angajat la IAS „Vinicola”
- Acțiunea „Zuzuc” (1984)
- Piciu (1985)
- Primăvara bobocilor (1987) - studentul Ionuț, fiul Varvarei și a lui Toderaș
- Secretul lui Nemesis (1987) - vecinul Tudor
- Maria Mirabela în Tranzistoria (1989) - tatăl fetițelor
- Secretul armei... secrete! (1989) - Gâtlej-Uscat
- Călătoriile lui Pin-Pin (1990) - voce
- Miss Litoral (1991) - maestrul Mugurel, președintele juriului
- Casa din vis (1992) - Babalete
- Divorț... din dragoste (1992) - matematicianul Dan Cantemir
- Timpul liber (1993)
- Această lehamite (1994) - Bebe
- Frumoșii nebuni ai marilor orașe (film TV, 1997)
- În fiecare zi Dumnezeu ne sărută pe gură, regia Sinișa Dragin, (2001) - milițian
- Amen., regia Costa Gavras, 2002 - Fritsche
- Ambasadori, căutăm patrie (2003) - Titi
- Magnatul (2004) - Horațiu
- Ticăloșii (2007) - Pompi, prim-ministrul României
- 2008 Minciuna – film serial de televiziune, 10 episoade, regia Dragos Buliga și Anca Colteanu
- Vine poliția, Traian Corbescu, 2008
- Armata crimei (L'armée du crime, 2009) - Monsieur Dupont
- Poker (2010) - Titel Pangică
- Ultimul corupt din România (2012) - Titel Pangică
- Las Fierbinti, (2012 - 2013) - serial TV
- Un Crăciun altfel! (2014) ca procurorul Emilian
- Moromeții 2 (2018) - Ilie Moromete[5]

### Scenarist
- Nunta mută (2008) - în colaborare cu Adrian Lustig

### Regizor
- Nunta mută (2008)
- Funeralii fericite (2013)

## Premii
- Tinerețe fără bătrînețe – Premiul pentru interpretare – Iași, 1975
- Slugă la doi stăpîni – Premiul pentru cea mai bună interpretare – Galați, 1976
- Muntele – Premiul pentru interpretare, Galați
- Eulenspiegel – Premiul pentru cel mai bun actor, Piatra Neamț
- Mîța în sac – Premiul ATM, 1978
- Familia Tot – Premiul ATM, 1978
- Divorț din dragoste – Premiul pentru cel mai bun actor, Costinești, 1991
- Mincinosul – Premiul UNITER 1992
- Puricele – Premiul de regie A.U.R. 1993
- Puricele – Premiul pentru interpretare la Festivalul Național I.L Caragiale București, 1993 și Premiul Asociației Umoriștilor Români pentru interpretare, 1993
- Escrocii în aer liber – Premiul pentru regie Festivalul Comediei Romanești; Premiul pentru regie Ion Băieșu; Premiul pentru interpretare, Buzău, 1994
- Carlo contra Carlo – Premiul de regie la Festivalul Comediei Românești 1994
- Escroci în aer liber – Premiul de regie A.U.R.; Premiul de originalitate la Festivalul Ion Băieșu, Buzău 1995
- Lecția – Premiul special al juriului la Festivalul de Teatru Contemporan Brașov, 1996
- Un deținut la Auschwitz – Premiul special al juriului, Brașov, 1996
- Unde-i revolverul? – Premiul UNITER 1998
- Bani din cer – Premiul pentru cel mai bun spectacol la Festivalul Național de Comedie, Galați 2001
- Premiul de Excelență al Festivalului „Comedy Cluj", în 2012[6]
- Premiul de Excelență al UNITER 2018

## Distincții
- Ordinul național „Pentru Merit” în grad de Cavaler (1 decembrie 2000) „pentru realizări artistice remarcabile și pentru promovarea culturii, de Ziua Națională a României”[7]

## Volume publicate
- Horațiu despre Mălăele.
- Rătăciri, Editura Allfa, 2012[8]
- HoARTiu Mălăele, Editura ART, 2018
- Tristețea ploilor, Editura Bookzone, 2024